# Jessica Inchude
Jessica da Silva Inchude (Lisbona, 25 marzo 1996) è una discobola e pesista guineense con cittadinanza portoghese.

## Record nazionali

### Guinea-Bissau
- Getto del peso: 17,54 m ( Leiria, 4 agosto 2019)
- Getto del peso indoor: 17,17 m ( Pombal, 16 febbraio 2020)
- Lancio del disco: 51,98 m ( Leiria, 26 giugno 2019)

## Palmarès
| Anno                                  | Manifestazione                    | Sede           | Evento           | Risultato | Prestazione | Note |
| ------------------------------------- | --------------------------------- | -------------- | ---------------- | --------- | ----------- | ---- |
| In rappresentanza della Guinea-Bissau |                                   |                |                  |           |             |      |
| 2016                                  | Campionati africani               | Durban         | Getto del peso   | 4ª        | 15,44 m     |      |
| 2016                                  | Campionati africani               | Durban         | Lancio del disco | 9ª        | 44,30 m     |      |
| 2016                                  | Giochi olimpici                   | Rio de Janeiro | Getto del peso   | 36ª (q)   | 15,15 m     |      |
| 2017                                  | Giochi della solidarietà islamica | Baku           | Getto del peso   | 4ª        | 14,95 m     |      |
| 2017                                  | Giochi della solidarietà islamica | Baku           | Lancio del disco | Oro       | 50,23 m     |      |
| 2017                                  | Mondiali                          | Londra         | Getto del peso   | 30ª (q)   | 14,63       |      |
| 2018                                  | Campionati africani               | Asaba          | Getto del peso   | Argento   | 16,76 m     |      |
| 2018                                  | Campionati africani               | Asaba          | Lancio del disco | 5ª        | 49,44 m     |      |
| In rappresentanza del Portogallo      |                                   |                |                  |           |             |      |
| 2022                                  | Mondiali indoor                   | Belgrado       | Getto del peso   | 12ª       | 17,58 m     |      |
| 2022                                  | Mondiali                          | Eugene         | Getto del peso   | 17ª (q)   | 18,01 m     |      |
| 2022                                  | Europei                           | Monaco         | Getto del peso   | 9ª        | 17,93 m     |      |
| 2023                                  | Europei indoor                    | Istanbul       | Getto del peso   | 4ª        | 18,33 m     |      |
| 2023                                  | Mondiali                          | Budapest       | Getto del peso   | 16ª (q)   | 18,16 m     |      |
| 2024                                  | Mondiali indoor                   | Glasgow        | Getto del peso   | 10ª       | 18,04 m     |      |
| 2024                                  | Europei                           | Roma           | Getto del peso   | 9ª        | 17,81 m     |      |
| 2024                                  | Giochi olimpici                   | Parigi         | Getto del peso   | 8ª        | 18,41 m     |      |
| 2025                                  | Europei indoor                    | Apeldoorn      | Getto del peso   | 5ª        | 18,91 m     |      |
| 2025                                  | Mondiali indoor                   | Nanchino       | Getto del peso   | 6ª        | 18,71 m     |      |

## Altre competizioni internazionali
2018
- 8ª in Coppa continentale ( Ostrava), getto del peso - 14,51 m

2022
- 6ª in Coppa Europa di lanci ( Leiria), getto del peso - 17,02 m

2023
- Oro in Coppa Europa di lanci ( Leiria), getto del peso - 18,14 m